# Syndrom oszusta
Syndrom oszusta (także syndrom oszustki, fenomen oszusta/oszustki) – zjawisko psychologiczne polegające na braku wiary we własne kompetencje. Pomimo zewnętrznych dowodów własnej kompetencji osoby cierpiące z powodu tego fenomenu pozostają przekonane, że oszukują innych i nie zasługują na sukces, który osiągnęły. Przyczyn sukcesu upatrują w szczęściu, sprzyjających okolicznościach bądź w rezultacie bycia postrzeganym jako osoba bardziej inteligentna i kompetentna niż w rzeczywistości. Co warte odnotowania, syndrom oszusta dotychczas uważano za szczególnie powszechny wśród wysoko postawionych kobiet. Najnowsze badania pokazują jednak, że syndrom występuje niezależnie od płci, przy czym mężczyźni rzadziej otwarcie mówią o dolegliwościach. Szacuje się, że około 70% światowej populacji w pewnym etapie swojego życia doświadczyło syndromu oszusta. Jak pokazują badania prowadzone przez Vantage Hill Partners, lęk przed byciem uznanym za niekompetentnego to lęk numer jeden w gronie wyższej kadry zarządzającej na całym świecie.

## Tło syndromu
Syndrom oszusta był postrzegany jako zakorzeniona cecha osobowości, choć obecnie traktuje się go jako reakcję na pewne sytuacje. Chociaż pewne osoby są bardziej narażone na cierpienie z powodu tego syndromu, badania nie wskazują na syndrom oszusta jako odrębną cechę osobowości. Nie jest uważany za chorobę psychiczną.
Angielski termin „the impostor syndrome” po raz pierwszy pojawił się w artykule napisanym przez Pauline R. Clance i Suzanne A. Imes, które zaobserwowały tendencję wśród wysoko postawionych kobiet do uważania siebie za nieinteligentne i przeceniane przez innych.

## Rozpowszechnienie
Według badań psychologicznych przeprowadzonych we wczesnych latach 80., dwóch na pięciu ludzi sukcesu uważa siebie za nieuczciwego. Inne badania wykazały, że 70% wszystkich ludzi czuje się jak oszust w pewnych momentach. Nie jest to uważane za zaburzenie psychologiczne i nie zostało opisane w Diagnostic and Statistical Manual of Mental Disorders. Termin został ukuty przez psychologów klinicznych, Pauline Clance i Suzanne Imes w 1978 roku.
Wśród ludzi, którzy przyznają się do doświadczania tego odczucia, są aktor Tom Hanks, scenarzysta Chuck Lorre, pisarz Neil Gaiman, aktor Tommy Cooper, bizneswoman Sheryl Sandberg, sędzia amerykańskiego Sądu Najwyższego Sonia Sotomayor i aktorka Emma Watson.
Również Albert Einstein pod koniec swojego życia mógł cierpieć z powodu tego syndromu. Miesiąc przed śmiercią miał się zwierzyć swojemu przyjacielowi, że czuje się mimowolnym oszustem z powodu przeceniania jego dorobku naukowego.

## Demografia
Syndrom oszusta jest szczególnie powszechny wśród ludzi, którzy wiele osiągnęli. Inną grupą demograficzną, która często cierpi z powodu tego syndromu, są Amerykanie afrykańskiego pochodzenia. Syndrom oszusta jest również powszechny wśród pracowników naukowych zaczynających karierę na posadzie z gwarancją zatrudnienia (ang. tenure).